# Католицька церква на Сейшельських Островах
Като́лицька це́рква на Сейше́льських Острова́х — найбільша християнська конфесія Сейшельських Островів. Складова всесвітньої Католицької церкви, яку очолює на Землі римський папа. Керується конференцією єпископів. Станом на 2004 рік у країні нараховувалося близько 70 000 католиків (85,37% від усього населення). Існувало 1 діоцезій, які об'єднували 17 церковних парафій.  Кількість  священиків — 16 (з них представники секулярного духовенства — 8, члени чернечих організацій — 8), постійних дияконів — 1, монахів — 9, монахинь — 53.